# Tutto esaurito (film)
Tutto esaurito (Standing Room Only) è un film statunitense del 1944 diretto da Sidney Lanfield.